# 斯蒂芬妮·卡伦
斯蒂芬妮·卡伦（英語：Stephanie Cullen，1980年11月27日—），英国女子赛艇运动员。她曾代表英国参加世界赛艇锦标赛，获得一枚金牌和一枚银牌，均来自女子轻量级四人双桨项目。